# چارلز کینگ (بازیگر)
چارلز جوزف کینگ (انگلیسی: Charles Joseph King؛ ۳۱ اکتبر ۱۸۸۶ – ۱۱ ژانویهٔ ۱۹۴۴) هنرپیشه، خواننده، و بازیگر تئاتر اهل ایالات متحده آمریکا بود.
از فیلم‌ها یا برنامه‌های تلویزیونی که وی در آن نقش داشته‌است می‌توان به نوای برادوی، نمایش هالیوود ۱۹۲۹ اشاره کرد.